# 布奇馬內
布奇馬內（羅馬化：Buchmany）是烏克蘭北部日托米爾州科羅斯堅區比洛科罗维奇市镇内的市級鎮。處於日托米爾西北面130公里，始建於1947年，面積1.06平方公里，2011年人口731，人口密度每平方公里690人。